# Museu d'Art d'Indianapolis
El Museu d'Art d'Indianapolis (Indianapolis Museum of Art) és un museu situat a la ciutat d'Indianapolis, a l'estat d'Indiana, als Estats Units. Des de 2017, està integrat al campus de Newfields que inclou el parc Fairbanks, el Jardí Botànic The Garden i la zona Oldfields

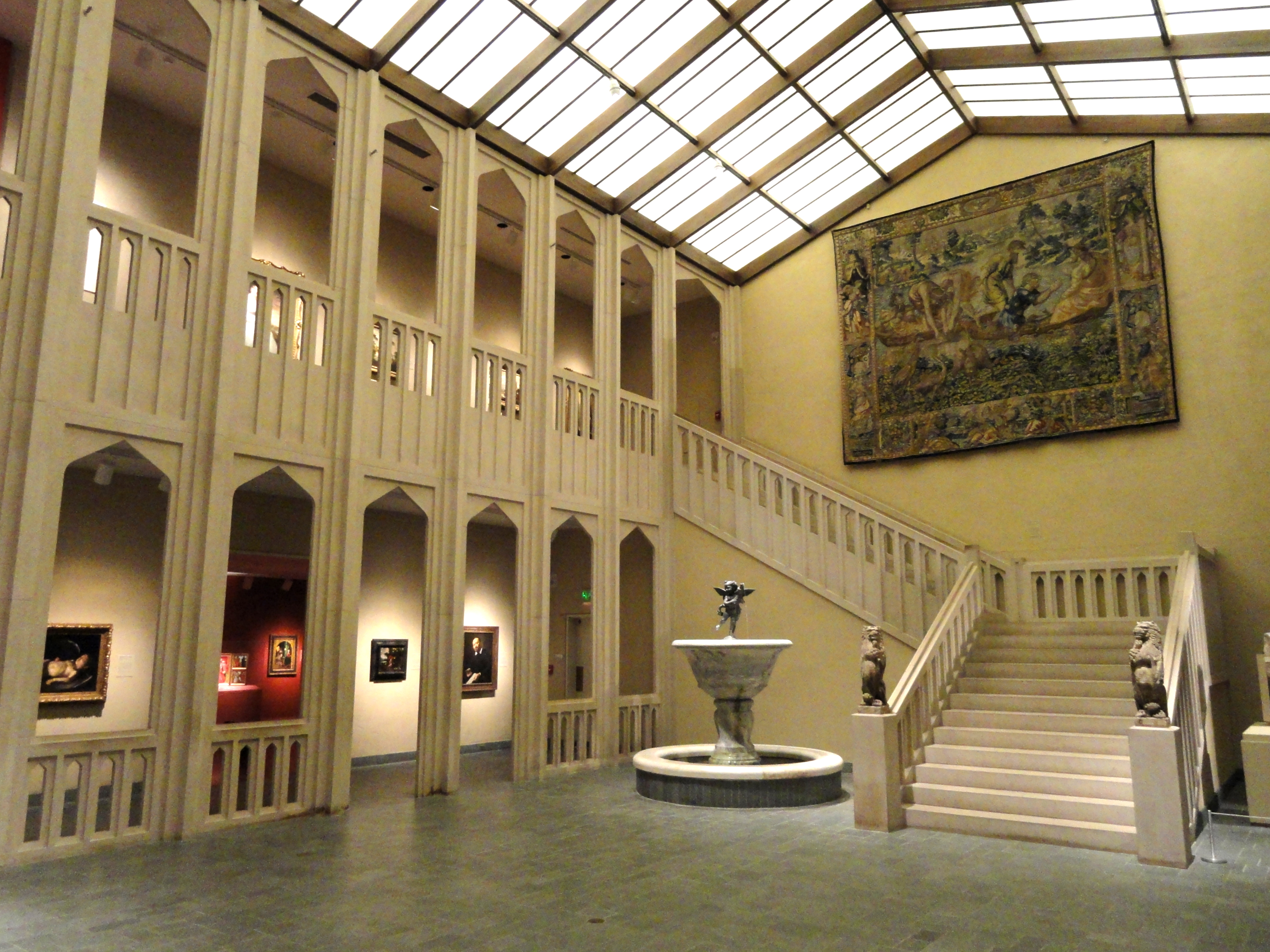
Interior del pavelló Clowes al Museu d'Art d'Indianapolis

## Història
El Museu d'Art d'Indianapolis va ser fundat l'any 1883 per l'Associació d'Art d'Indianapolis, una associació dirigida per la sufragista May Wright Sewall, per donar a conèixer l'art de la ciutat i facilitar la difusió de l'educació artística. Quan va morir l'any 1895, el milionari John Herron va llegar una gran suma a l'associació amb la condició expressa que els diners es destinessin a muntar una galeria d'art, juntament amb una escola que portava el seu nom. L'Institut d'Art John Herron es va inaugurar el 1902, després va patir diverses ampliacions entre 1905 i 1910.
Des de la dècada de 1930 fins a la de 1950, el John Herron Art Institute va veure com les col·leccions creixien de manera significativa. Caroline Marmon Fesler, president de l'Associació d'Art d'Indianapolis, li va llegar el 1940 diverses pintures post - impressionistes de Paul Cézanne, Vincent van Gogh i Georges Seurat.
El 1966, l'Escola de Belles Arts es va incorporar a la Universitat d'Indiana. El mateix any, es va decidir traslladar la galeria d'art a un lloc més gran i millor equipat. L'octubre de 1970, el Pavelló Krannert obre les portes, tot just un any després que el museu fos rebatejat amb el seu nom actual.
L'any 1972, va obrir al públic el pavelló Clowes, destinat a l'exposició permanent de les obres dels vells mestres. L'any següent s'hi van afegir els pavellons Showalter i la font Sutphin. L'any 1986, l'arquitecte nord-americà Edward Larrabee Barnes va ser escollit per dibuixar el pla del pavelló Hulman. Inaugurada l'any 1990, aquesta nova ala del museu de 7.400 metres quadrats està dedicada a l'exposició de la col·lecció d'art africà i del Pacífic Sud. En aquesta ocasió, totes les col·leccions es van reorganitzar per permetre una visita que respecti millor la cronologia de les obres.
L'any 2008, l'entrada principal del museu es va traslladar al 1200 West 38th Street.

## Col·lecció permanent
La col·lecció permanent del museu és rica, amb més de 54.000 pintures, escultures i obres d'art. La pintura i l'escultura europea i americana hi són especialment ben representades. El museu té en particular una notable col·lecció de pintures postimpressionistes.
L'art modern també està ben representat amb teles dels pintors europeus Pablo Picasso, Marc Chagall i Henri Matisse, així com obres dels pintors nord-americans Edward Hopper i Georgia O'Keefe.
La col·lecció d'art asiàtic té diverses obres mestres.

## Obres principals de la col·lecció permanent
- Charles Angrand, Chemin de campagne, vers el 1886[2]
- Frank W. Benson, Sunlight, 1909[3]
- Émile Bernard, Femmes bretonnes devant un mur, 1892[4]
- Isabel Bishop, Tidying Up, 1941[5]
- Émile Bouneau, La Concorde[6]
- Alfred Thompson Bricher, Morning_at_Grand_Mana, 1878[7]
- Jean-Baptiste Carpeaux, The Negress, 1868[8]
- Paul Cézanne, Maison en Provence, vers el 1885[9]
- William Merritt Chase, Dorothy, 1902[10]
- Jean-Baptiste Camille Corot, Ville d'Avray, sentier boisé près d'un étang, 1872[11]
- John Sell Cotman, Blasting St. Vincent's Rock, Clifton, vers el 1830[12]
- Lucas Cranach l'Ancien, La Crucifixion, 1532[13]
- Albert Cuyp, The Valkhof at Nijmegen, vers el 1652-1654[14]
- Arthur Dove, Reflections, 1935[15]
- Jean Dubuffet, Courre Merlan (Whiting Chase), 1925[16]
- Albrecht Dürer, The Holy Family with the Dragonfly, vers el 1495[17]
- Anthony van Dyck, Entry of Christ into Jerusalem, vers el 1617[18]
- Jean-Honoré Fragonard, Les Joies de la maternité, vers el 1752[19]
- Johann Heinrich Füssli, Galinthias Outwits Eileithyia by Announcing the Birth of Heracles (recto), Portrait de madame Füssli (verso), 1791[20]
- Paul Gauguin, Le Joueur de flageolet sur la falaise, coneguda també com Above the Sea, 1889[21]
- Paul Gauguin, Nature morte au profil de Laval, 1886[22]
- Vincent van Gogh, Paysage de Saint-Rémi, coneguda també com Champ enclos avec un paysan, 1889[23]
- Francisco de Goya, Portrait de Félix Colón de Larriátegui, 1794[24]
- Le Greco, Sant Lluc, Saint Matthieu i Saint Simon
- Alexandre Charles Guillemot, Mars et Vénus Surpris par Vulcain, 1827[25]
- John Haberle, U.S.A, vers el 1889[26]
- Childe Hassam, Cliff Rock - Appledore, 1903[27]
- Katsushika Hokusai, Fine Wind, Clear Morning, 1829-1833[28]
- Winslow Homer, The Boat Builders, 1873[29]
- Edward Hopper, Hotel Lobby, 1943[30]
- Robert Indiana, LOVE, escultura, 1970[31]
- Robert Indiana, LOVE, pintura, 1966[32]
- George Inness, The Rainbow, vers el 1878-1879[33]
- Robert Irwin, Sans titre, 1968-1969[34]
- Donald Judd, Sans titre, 1967[35]
- Willem Kalf, Nature morte au vase chinois, 1669[36]
- Georges Lacombe, Vorhor, the Green Wave, vers el 1896-1897[37]
- Neroccio di Bartolomeo de' Landi, Vierge à l'Enfant avec saint Jean Baptiste et sainte Marie Madeleine, vers el 1495[38]
- Jacob Lawrence, Sans titre (The Birth), 1938[39]
- Fernand Léger, Homme et femme, 1921[40]
- Georges Lemmen, Les Deux Sœurs, coneguda també com Les sœurs Serruys, 1894[41]
- Claude Gellée dit Le Lorrain, La Fuite en Égypte, vers el 1635[42]
- Paul Manship, The Flight of Europa, 1925[43]
- Carlo Maratta, Rébecca et Eliezer au puits, vers el 1655-1657[44]
- John Marin, Hurricane, 1944[45]
- Richard E. Miller, Afternoon Tea, 1910[46]
- Jean-François Millet, Le Paysan rentrant du fumier, 1848-1852[47]
- Barnaba da Modena, Crucifixion, 1375[48]
- Amedeo Modigliani, Le Garçon, 1919[49]
- Jan Miense Molenaer, Battle Between Carnival and Lent, vers el 1633-1634[50]
- Claude Monet, Charing Cross Bridge, vers el 1900[51]
- Charles-Joseph Natoire, Borée et Orithyie, vers el 1741[52]
- Giovanni Francesco Bezzi dit il Nosadella, La Sainte Famille avec saint Jean Baptiste, vers el 1550-1560[53]
- Georgia O'Keeffe, Jimson Weed, 1936[54]
- Giovanni Paolo Panini, Caprice romain: le Panthéon et autres monuments, 1735[55]
- Pablo Picasso, Ma Jolie, 1913-1914[56]
- Camille Pissarro, Les berges de l'Oise près de Pontoise, 1873[57]
- Camille Pissarro, La Maison de la Sourde et Le Clocher d'Éragny, 1886[58]
- Odilon Redon, La Voile jaune, vers el 1905[59]
- Rembrandt van Rijn, Autoportrait, vers el 1629[60]
- Pierre-Auguste Renoir, Bouquet dans un vase, 1878[61]
- Pierre-Auguste Renoir, Printemps à Essoyes, vers el 1900[62]
- Josep de Ribera, Aristote, 1637[63]
- Norman Rockwell, The Love Song, 1926[64]
- Peter Paul Rubens, L'Entrée triomphale de Constantin dans Rome, vers el 1621[65]
- Jacob Van Ruysdael, Paysage à la cascade, vers el 1670-1675[66]
- Karl Schmidt-Rottluff, Mutter (Mare), 1916[67]
- Paul Sérusier, Barrage devant un champ de blé, vers el 1890[68]
- Georges Seurat, Le canal des Gravelines à Petit Fort Philippe, 1890[69]
- John Sloane, Red Kimono on the Roof, 1912[70]

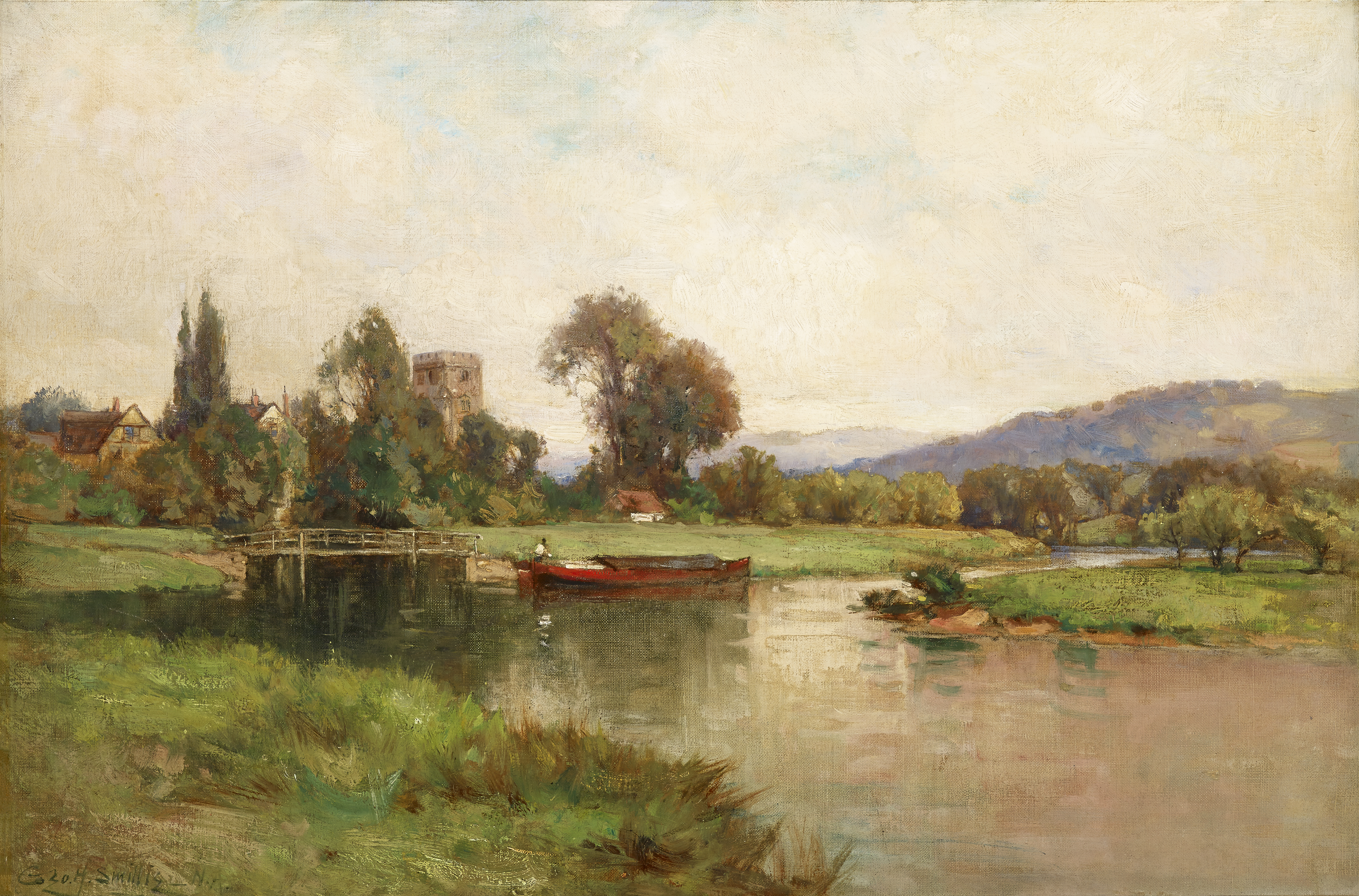
George Henry Smillie, Treballant al riu Tàmesi.

- George Henry Smillie, Treballant al riu Tàmesi, 1884.
- Edmund Charles Tarbell, Preparació per al matí, 1907[71]
- David Teniers el Jove, Les Archers, vers el 1645-1650[72]
- Ticià, Retrat d'un cavaller, vers el 1508-1510[73]
- Jan Toorop, Broek a Waterland, 1889[74]
- Henri de Toulouse-Lautrec, Moulin Rouge: La Goulue, 1891[75]
- Joseph Mallord William Turner, La cinquena plaga d'Egipte, 1800[76]
- James Turrell, Acton, 1976[77]
- Bill Viola, El quintet dels silenciosos, 2000[78]
- Édouard Vuillard, La modista, 1893[79]
- Antoine Watteau, La Danse champêtre, vers el 1706-1710[80]

## Galeria

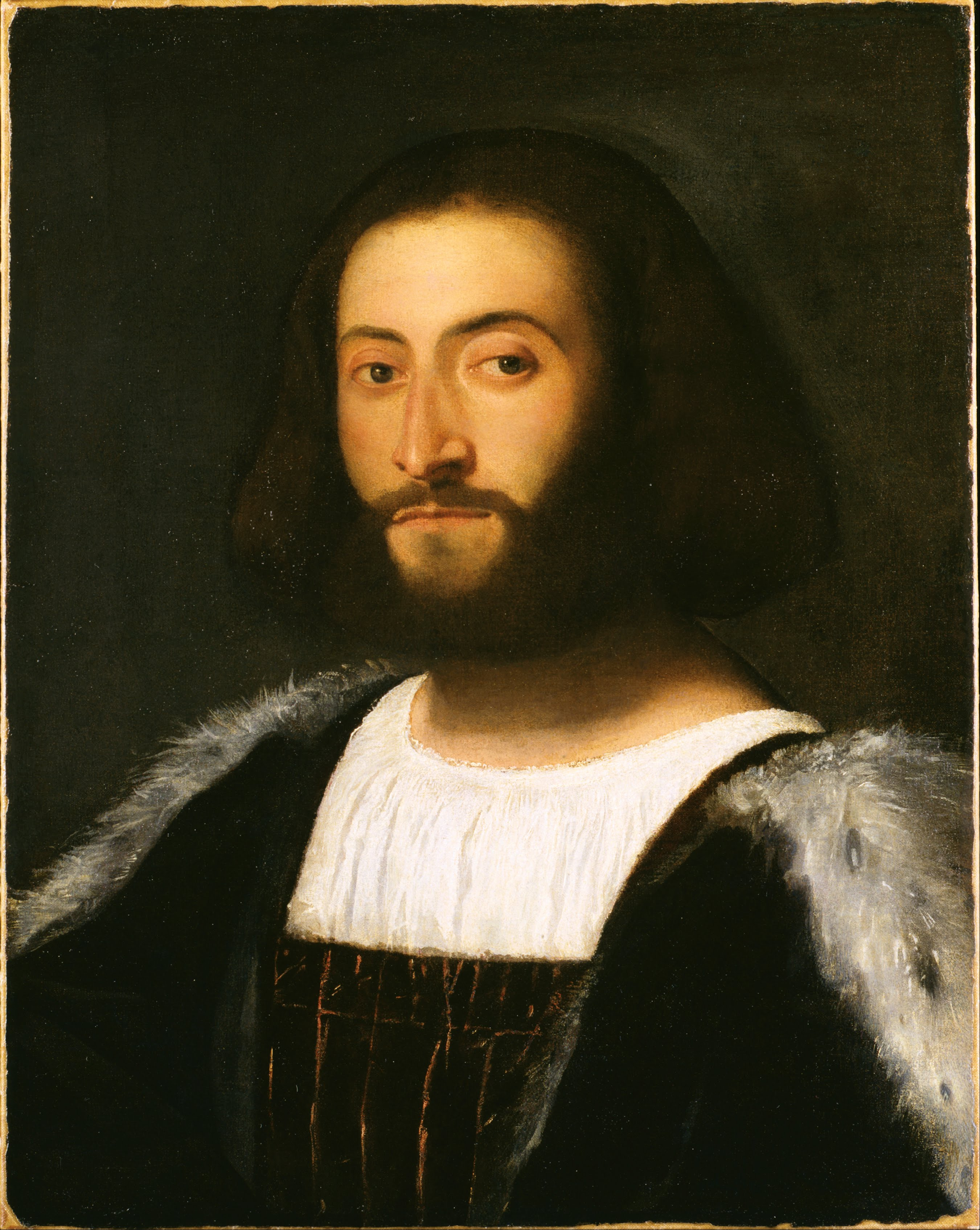
Ticià, Retrat d'un cavaller, vers 1508-1510
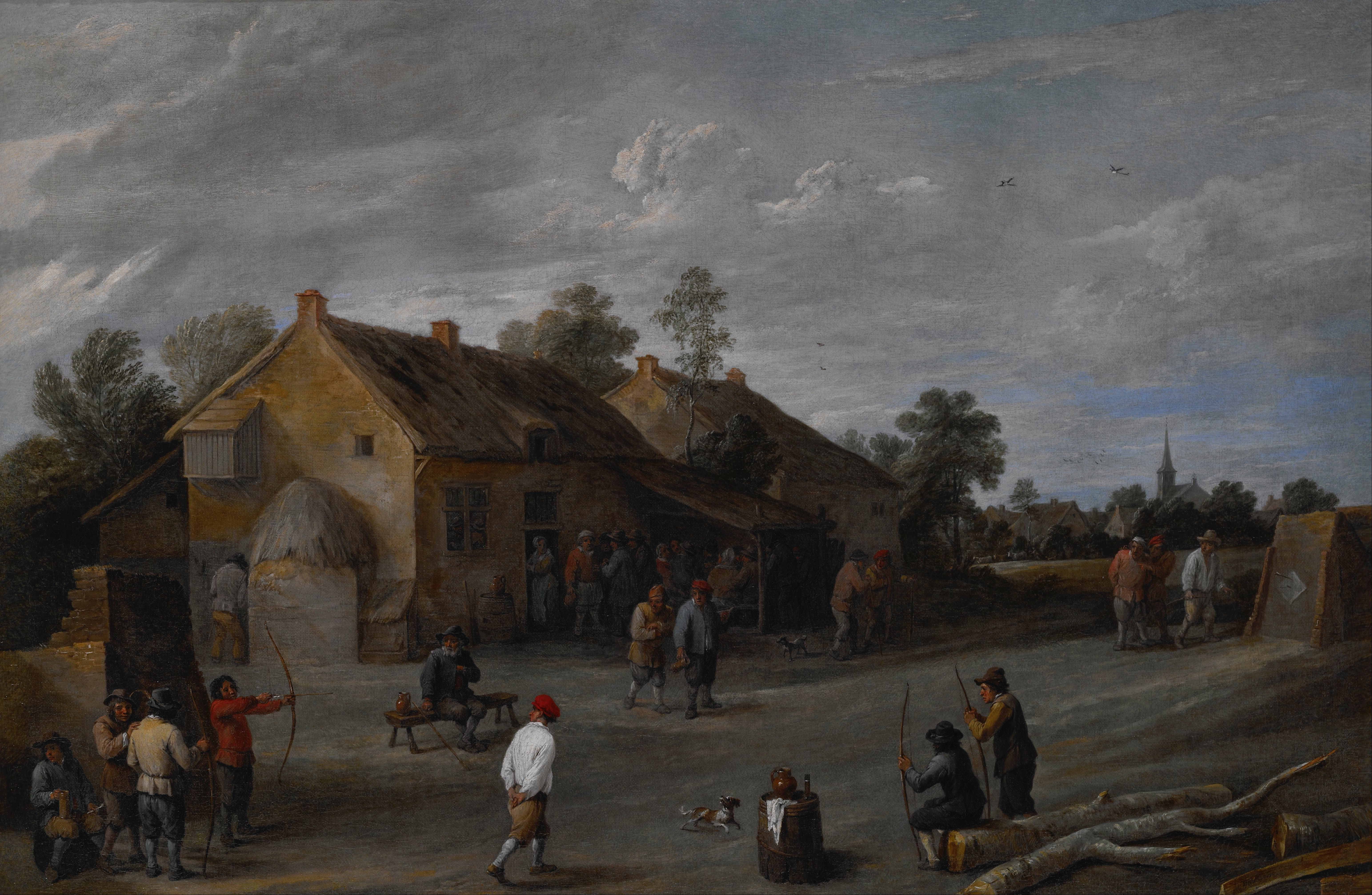
David Teniers el Jove, Les Archers, vers 1645-1650
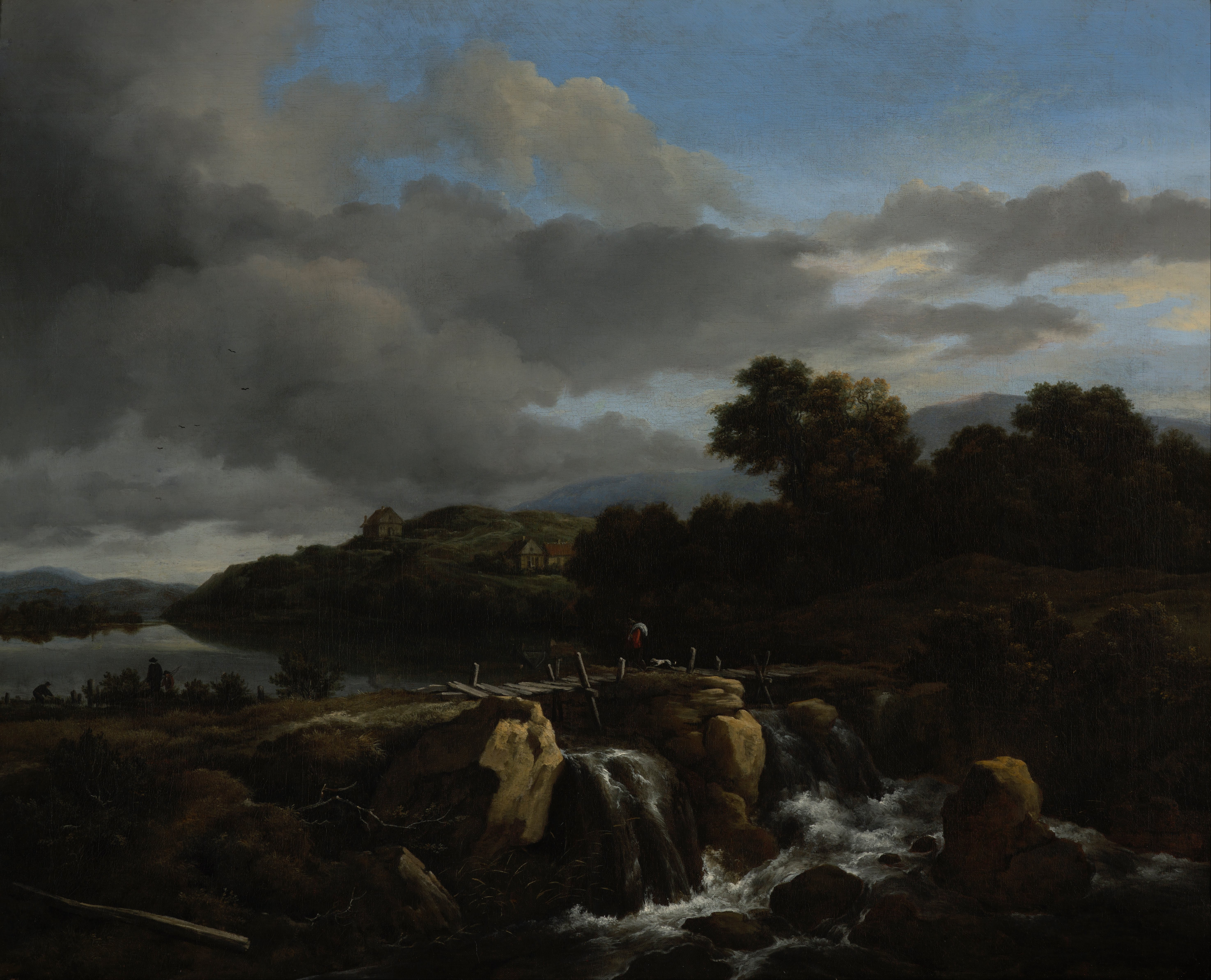
Jacob van Ruisdael, Paisatge amb cascada, c. 1670-1675
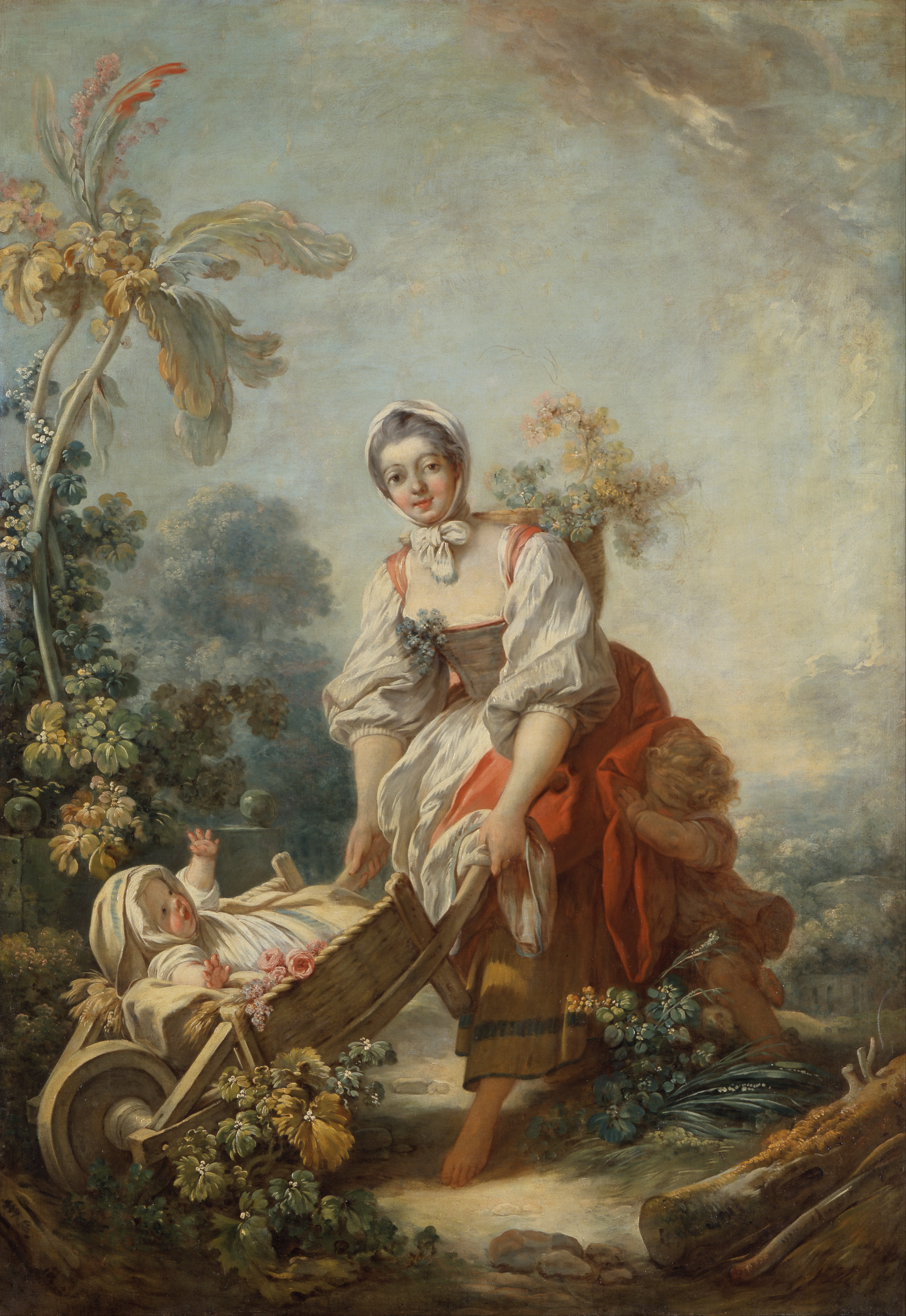
Jean-Honoré Fragonard, Els goigs de la maternitat, vers 1752
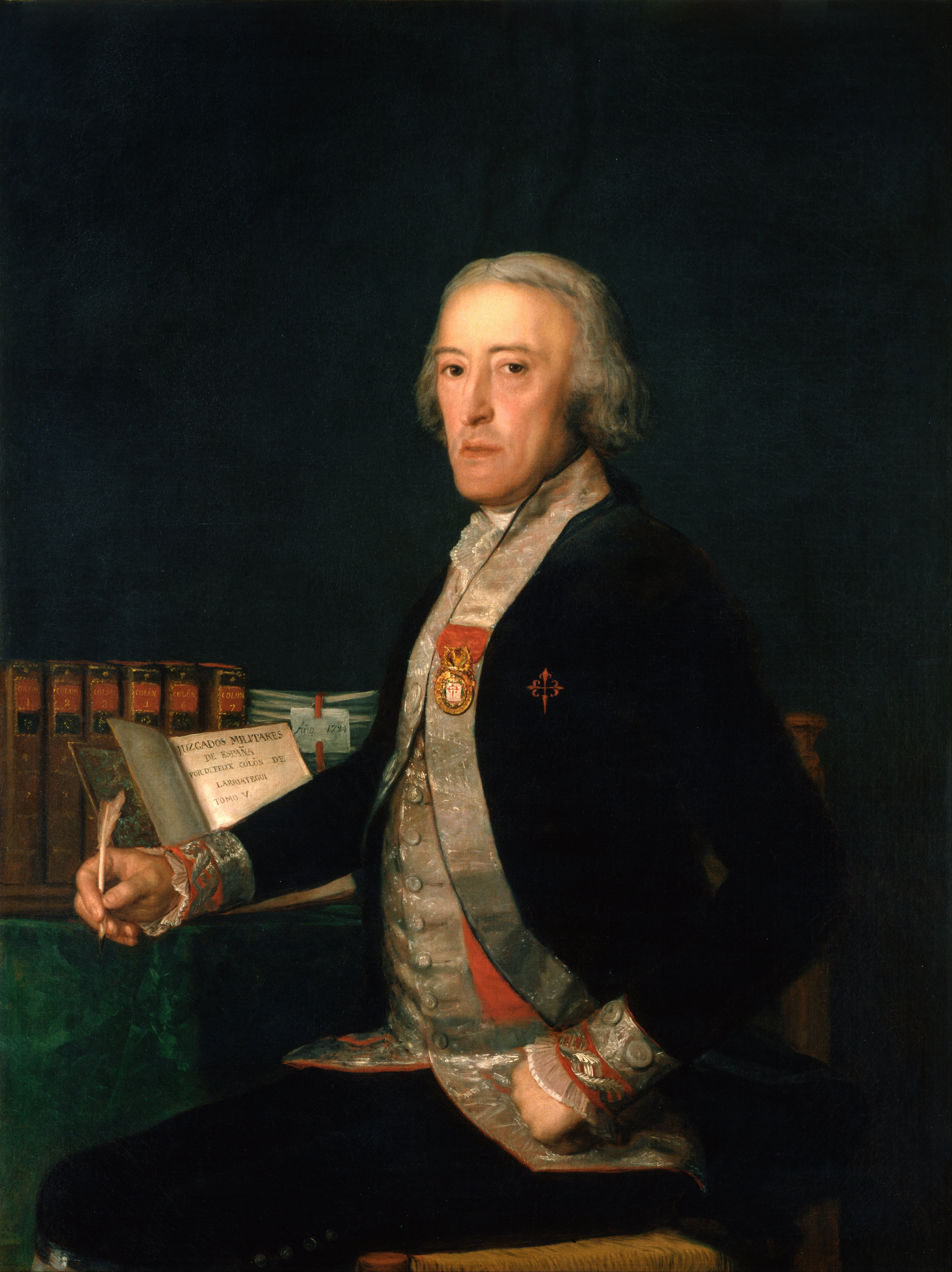
Francisco de Goya, Retrat de Félix Colón de Larriátegui, 1794
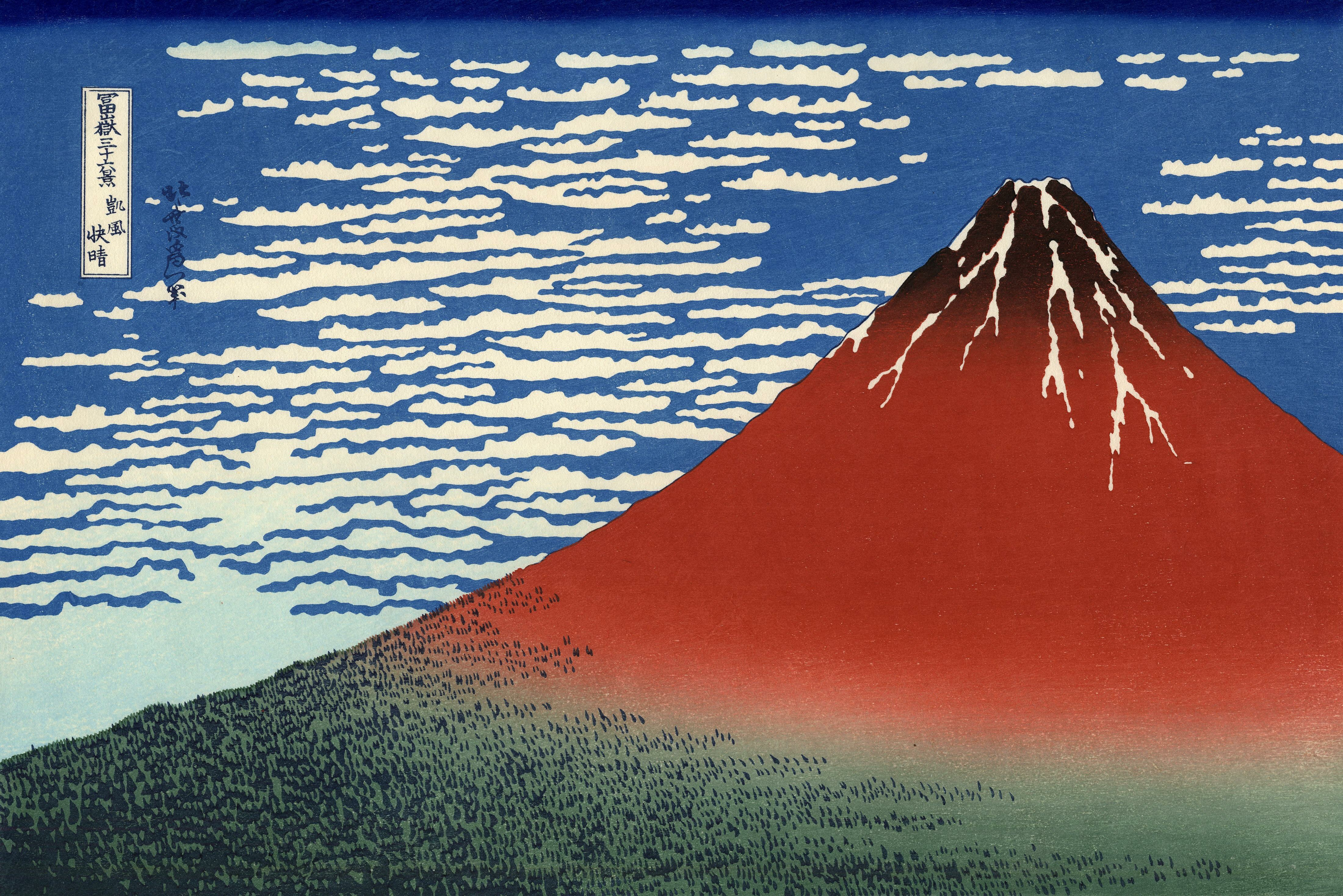
Katsushika Hokusai, Vent fi, matí clar, 1829-1833
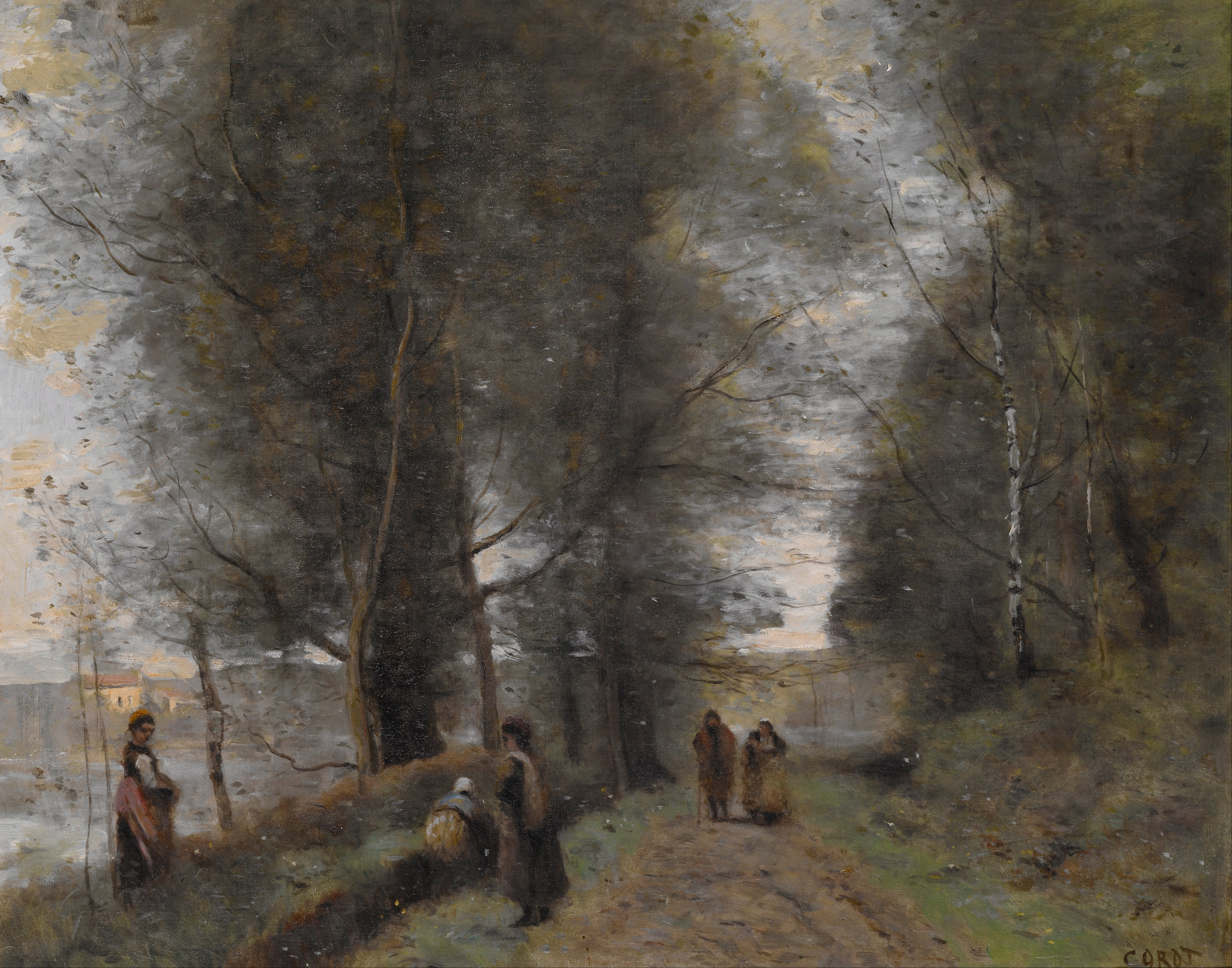
Jean-Baptiste-Camille Corot, Ville d'Avray, camí boscós prop d'un estany, 1872
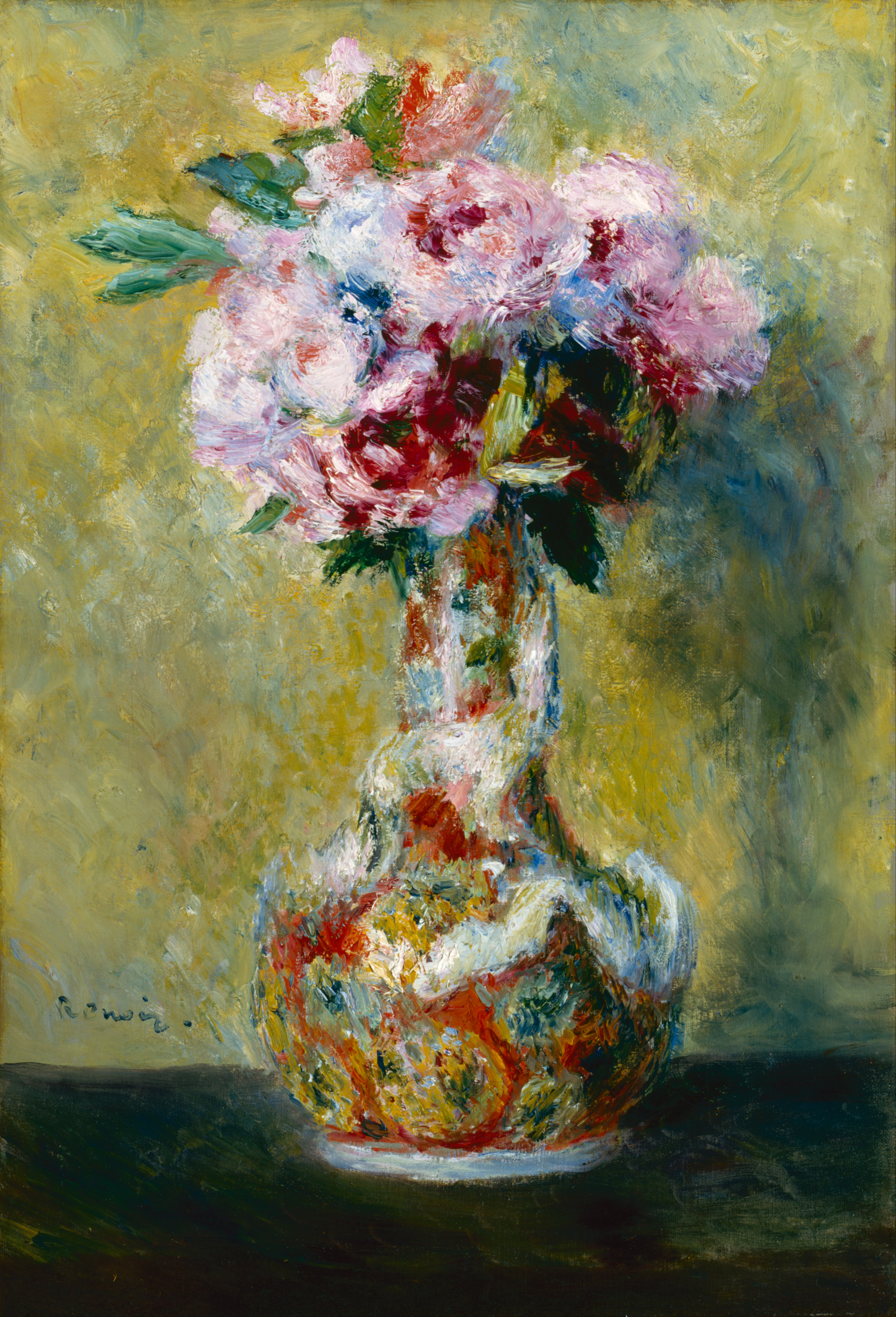
Pierre-Auguste Renoir, Ram en un gerro, 1878
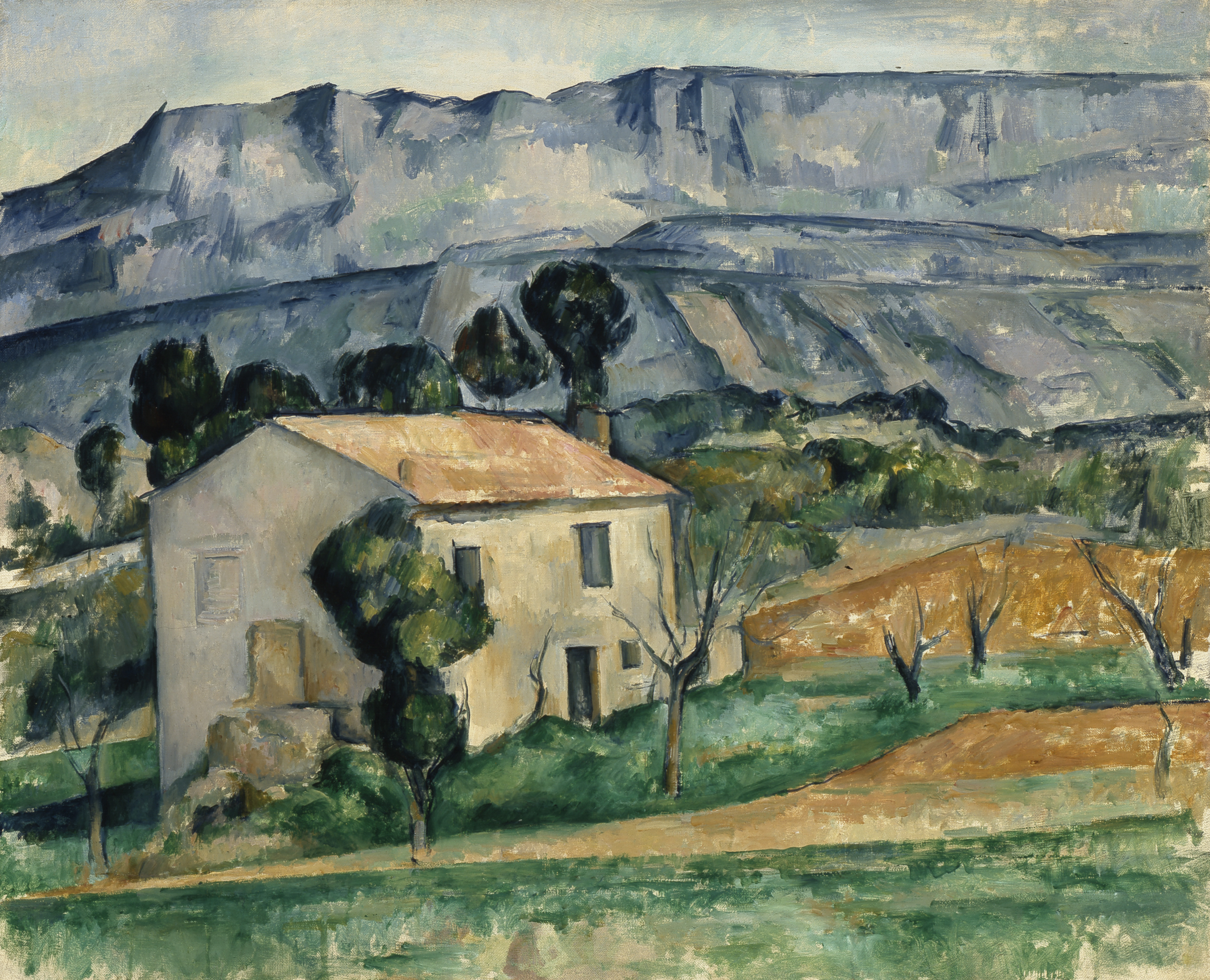
Paul Cézanne, Casa a la Provença, vers 1885
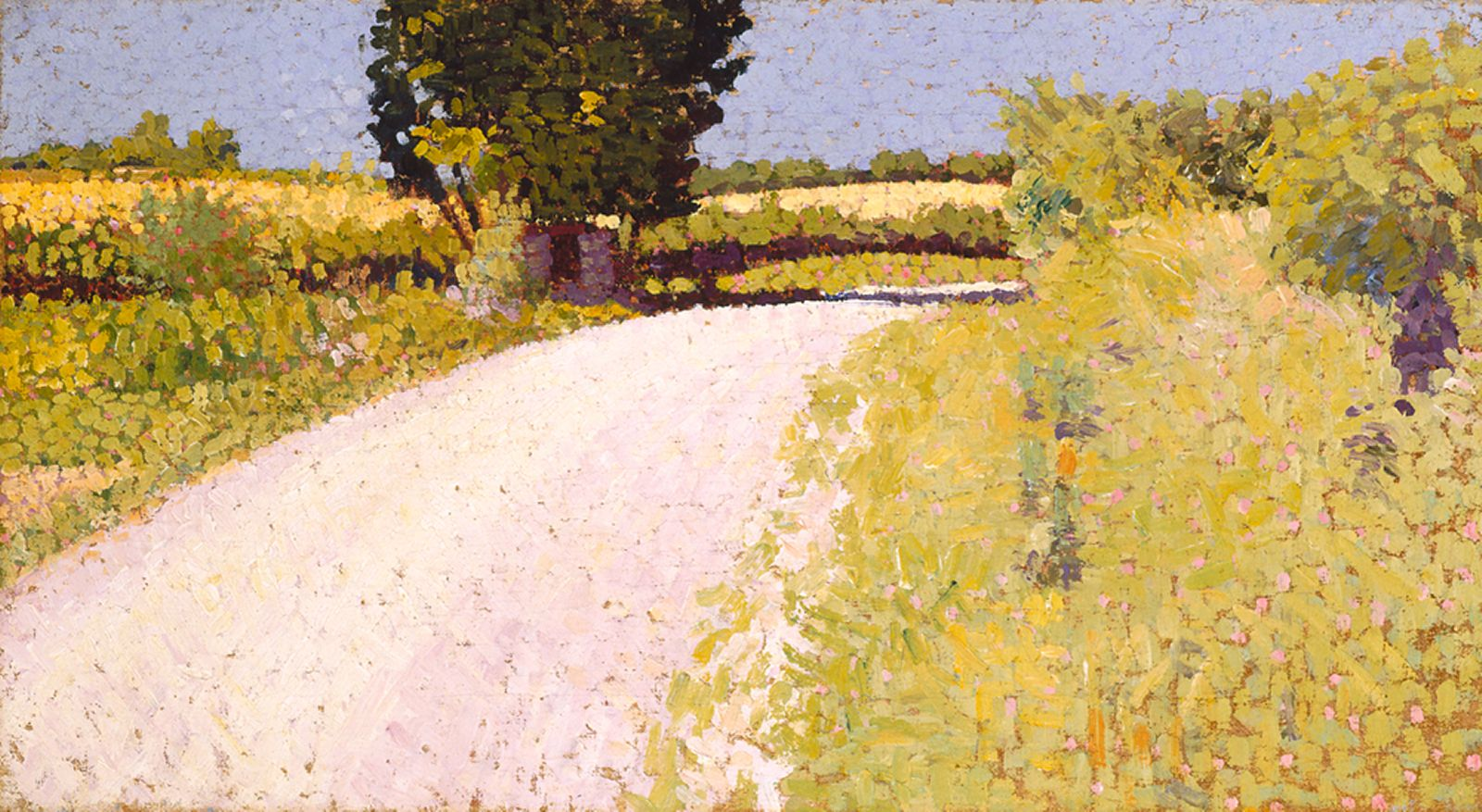
Charles Angrand, Carretera rural, cap a 1886
Paul Gauguin, El jugador flageolet al penya -segat, 1889
Vincent van Gogh, Paisatge de Saint-Rémi, 1889
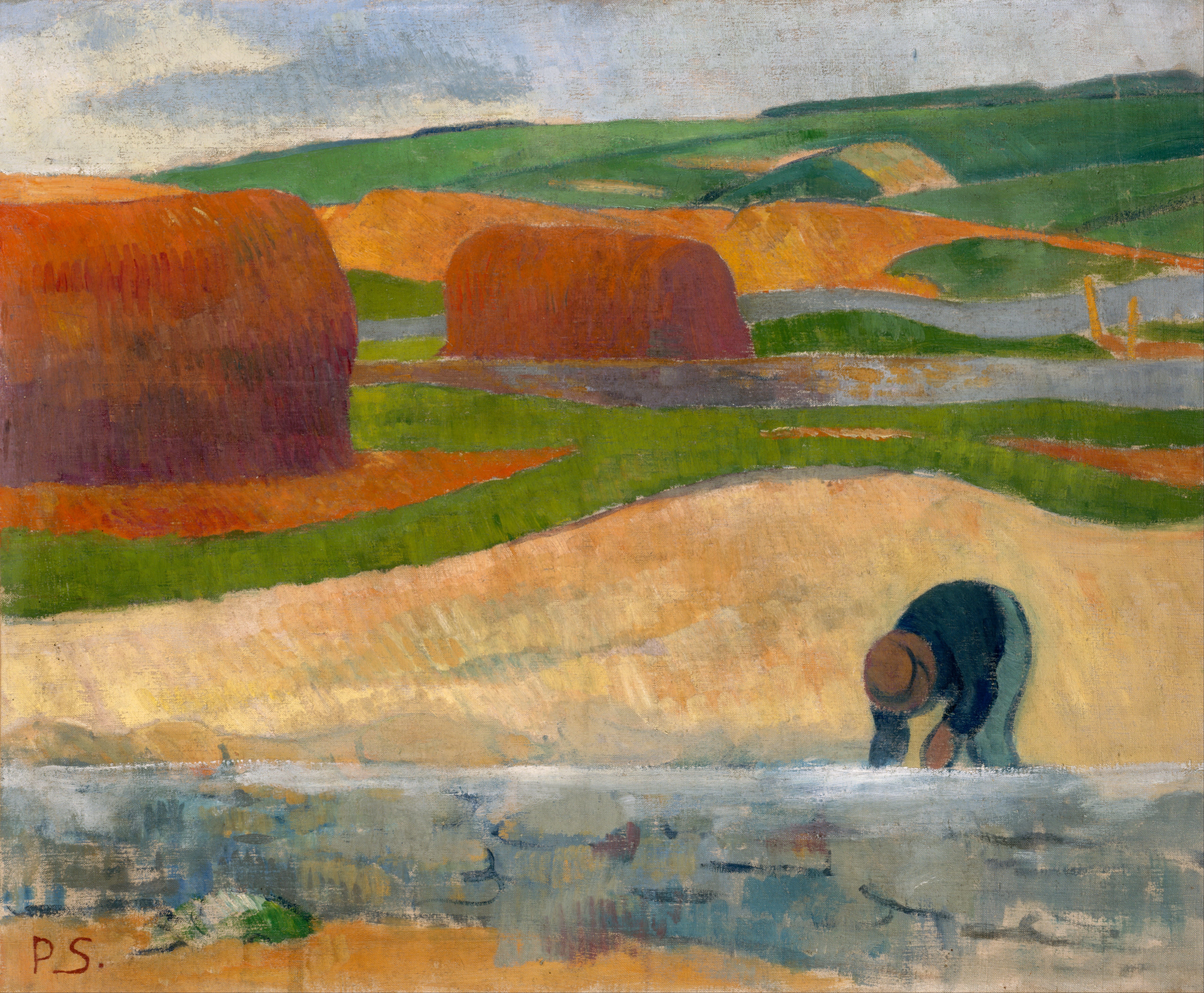
Paul Sérusier, Collita d'algues, vers 1890
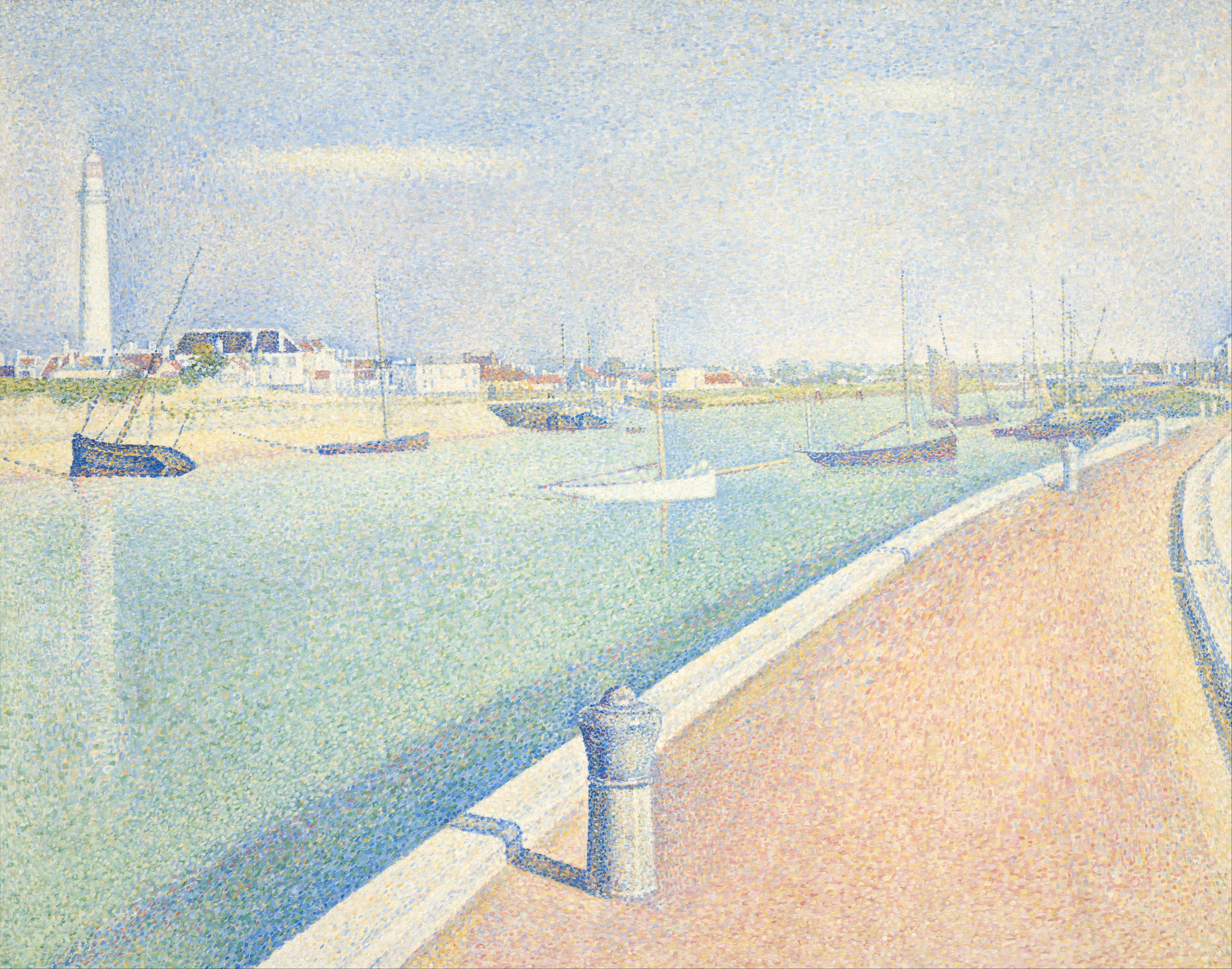
Georges Seurat, El Canal des Gravelines al Petit Fort Philippe, 1890
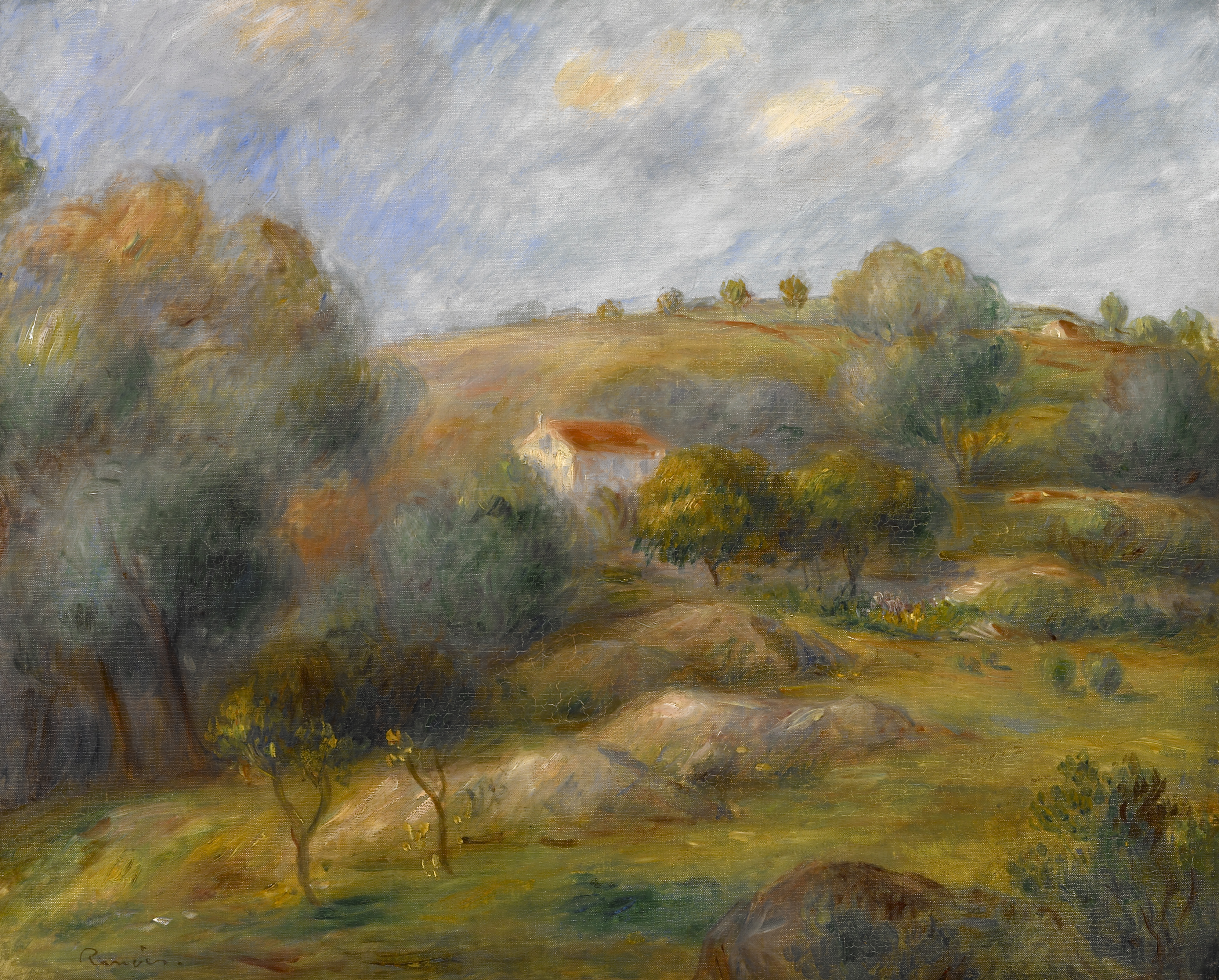
Pierre-Auguste Renoir, Printemps à Essoyes, vers 1900
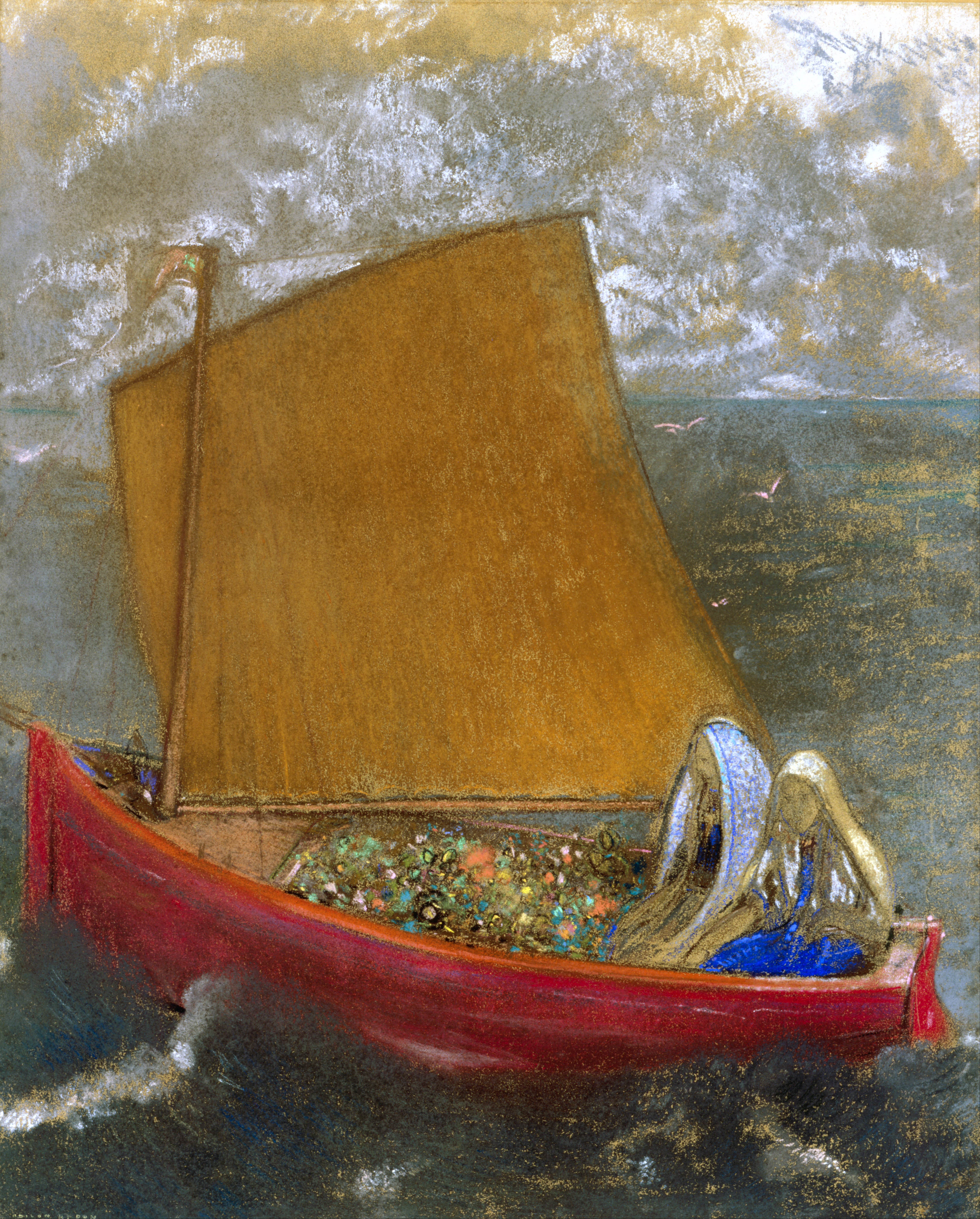
Odilon Redon, La vela groga, cap a 1905
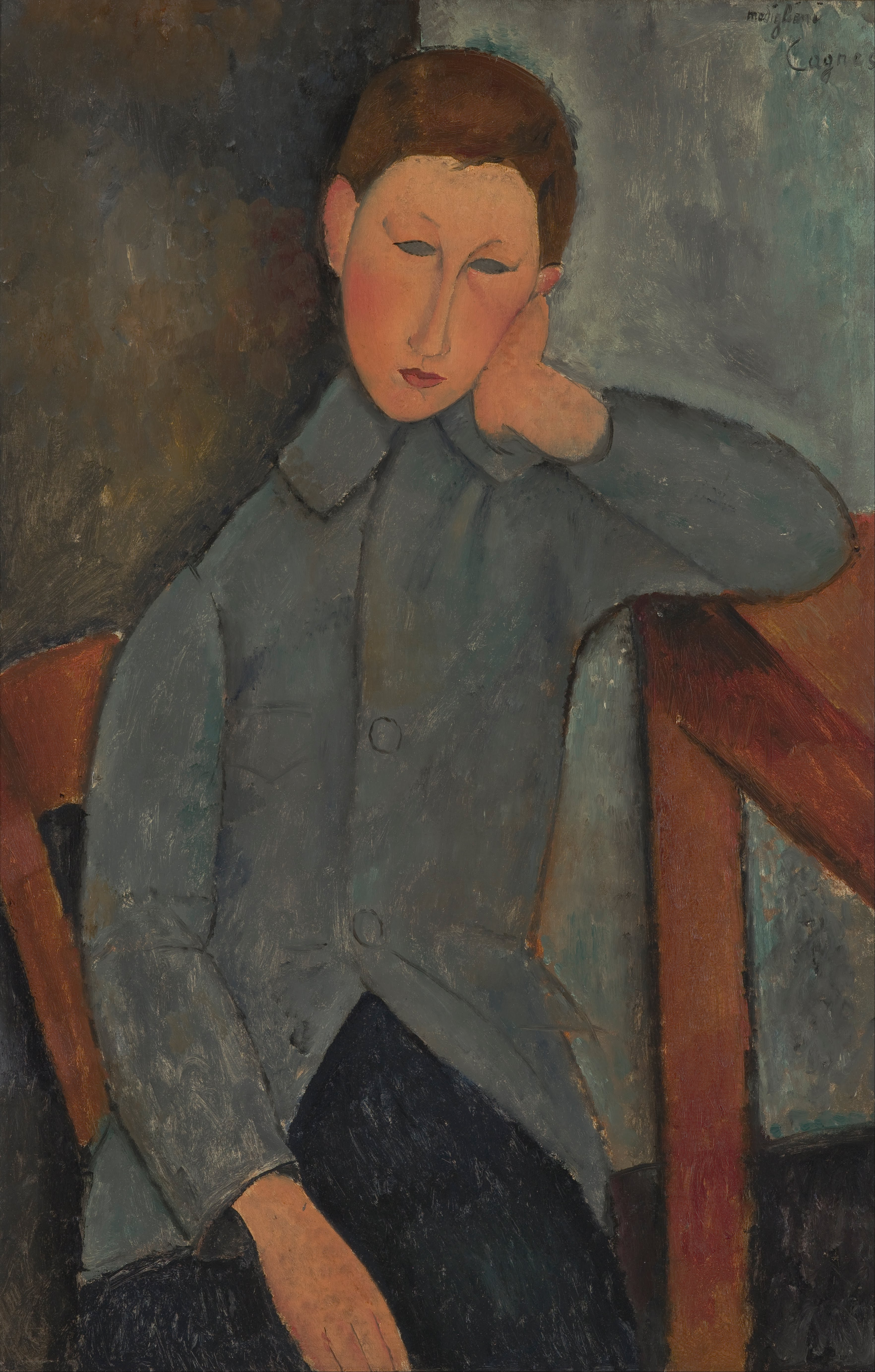
Amadeo Modigliani, El nen, 1919